# Библиографический институт и Ф. А. Брокгауз АГ
«Библиографический институт и Ф. А. Брокгауз АГ» («Bibliographisches Institut & F. A. Brockhaus AG») — немецкое издательство, выпускавшее разнообразную справочную и энциклопедическую литературу. Тремя его самыми известными изданиями являлись многотомные универсальные энциклопедии «Брокгауз», «Мейер» и «Дуден».

## История
Осенью 1805 года в Амстердаме торговцем мануфактурными товарами Ф. А. Брокгаузом было основано предприятие по торговле и изданию немецких книг. Поскольку сам Брокгауз, будучи иностранцем, не мог быть членом книгопродавческой корпорации, звание издателя принял на себя типограф И. Г. Ролоф, и первоначальным названием издательства стало «Rohloff & Co.». В 1807 году его переименовали в «Kunst- und Industrie-Comptoir».
В 1811 году в связи с нестабильным положением в стране (годом раньше Нидерланды были присоединены к Французской империи и перестали существовать как самостоятельное государство) Брокгауз перенёс издательство в Германию, в город Альтенбург, где оно начало работать под названием «Kunst- und Industrie Comptoir von Amsterdam», а с 1814 года — «F. A. Brockhaus» (это название сохранилось практически неизменным до сегодняшнего дня).
Издательская деятельность быстро расширялась, и к 1818 году фирма перебазировалась в Лейпциг, где Брокгаузом был основан крупный издательский дом.
После образования ГДР издательство разделилось: одна часть осталась в восточногерманском Лейпциге, и в 1953 году на её основе было создано народное издательство «Brockhaus», выпускавшее географическую и этнографическую литературу и справочные издания; другая часть, продолжившая выпускать энциклопедию «Брокгауз», сохранила старое название «F. A. Brockhaus» и переместилась в западногерманский Висбаден.
В 1984 году произошло объединение двух наиболее известных западногерманских энциклопедических издательств — «F. A. Brockhaus» и «Библиографический институт». Штаб-квартира объединённого издательства, получившего название «Bibliographisches Institut & F. A. Brockhaus AG», расположилась в Мангейме. В 1988 году эта фирма, не изменив названия, вошла в состав издательской группы «Лангеншайдт» (нем. Langenscheidt Verlagsgruppe).
После объединения Германии народное издательство «Brockhaus» также вошло в состав «Лангеншайдта».
В 2009 году права интеллектуальной собственности издательства Bibliographisches Institut & F.A.Brockhaus были проданы Arvato — дочерней компании медиаконцерна Bertelsmann, при этом акционерное большинство отошло издательству Cornelsen Verlag GmbH, специализирующемся на школьной литературе и которое основало новое исключительно книжное издательство Bibliographisches Institut GmbH, полностью отказавшееся от издания справочной литературы.